# 大象杓蛤
大象杓蛤（学名：Cuspidaria elephantina）为杓蛤科杓蛤屬下的一个种。